# سانتي مينا
سانتياغو 'سانتي' مينا لورنزو (بالإسبانية: Santiago Mina) (مواليد 7 ديسمبر 1995) هو لاعب كرة قدم إسباني يجيد اللعب في مركز الهجوم.
سجل مينا أربعة أهداف يوم 11 أبريل 2015 في مباراة بالدوري الإسباني سحق خلالها سلتا فيغو ضيفه رايو فايكانو 6–1. حيث بات أصغر لاعب في آخر 80 سنة من تاريخ الدوري يتمكن من تسجيل رباعية في مباراة واحدة، وأول لاعب لسلتا منذ عام 1979.

## روابط خارجية
- سانتي مينا على موقع قاعدة بيانات كرة القدم.إي يو (الإنجليزية)
- سانتي مينا على موقع بيانات كرة القدم. دي إي (الألمانية)
- سانتي مينا على موقع ليكيب (الفرنسية)
- سانتي مينا على موقع Soccerbase.com (لاعب) (الإنجليزية)
- سانتي مينا على موقع Soccerway.com (الإنجليزية)
- سانتي مينا على موقع عالم كرة القدم.نت (الإنجليزية)
- سانتي مينا على موقع AS.com (الإسبانية)